# Ilyograpsinae
Ilyograpsinae zijn een onderfamilie van krabben (Brachyura) uit de familie Macrophthalmidae.

## Geslachten
De Ilyograpsinae omvatten de volgende geslachten:
- Apograpsus Komai & Wada, 2008
- Ilyograpsus Barnard, 1955